# Venaissinské hrabství
Venaissinské hrabství (francouzsky Comtat Venaissin, provensálsky Coumtat Venessin) bylo hrabství v Provensálsku v období starého režimu. Počátky existence hrabství sahají do roku 1274, do doby avignonského zajetí. Od roku 1348 hrabství nenáleželo Francii, ale bylo exklávou Papežského státu. K Francii bylo připojeno po francouzské anexi v roce 1791, během Velké francouzské revoluce. V přibližných hranicích někdejšího hrabství se nachází francouzský department Vaucluse.

## Historie

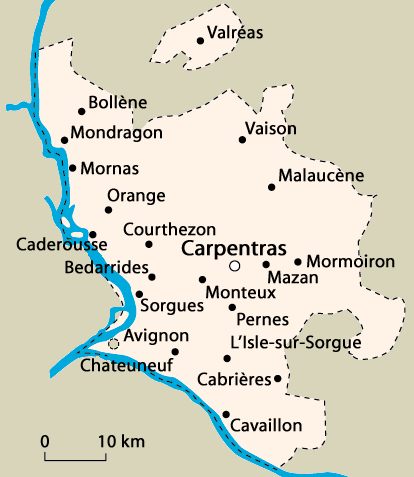
Venaissinské hrabství

V roce 1096 bylo území pozdějšího hrabství součástí markrabství provensálského, které Raimond IV. z Toulouse zdědil po Williama Bertranda z Provence. Toulouské panství, coby součást Svaté říše římské, patřilo později Janě, hraběnce z Toulouse a jejímu manželovi Alfonsovi z Poitiers. Alfons panství odkázal Svatému stolci v roce 1271. Papežským vlastnictvím se hrabství stalo roku 1274. Janina vlastnická práva nebyla bráněna, kvůli trvajícímu interregnu ve Svaté říši římské.
Hlavním městem nového hrabství se stalo Venasque a panství bylo nově pojmenováno jako venaissinské. V roce 1320 byl hlavním městem ustanoven Carpentras. Johanna Neapolská prodala město Avignon papeži v roce 1348. Obyvatelé hrabství byli osvobozeni od placení daní a od povinné vojenské služby. To z hrabství činilo zajímavou alternativu k životu v porovnání se sousední Francií té doby.
Francouzský stát se několikrát snažil získat hrabství pod svou správu, zejména v období vlády krále Ludvíka XIV. a Ludvíka XV. K dosažení tohoto cíle užíval blokády, diplomatický a vojenský nátlak. Hrabství bylo okupováno Francií v roce 1663 a následně v roku 1668. Kontinuálně pak v letech 1768—1774.
V průběhu Velké francouzské revoluce byl vyvíjen nátlak na místní obyvatele ze strany revolucionářů a následně bylo vyvoláno (dobově nezákonné) lidové hlasování o připojení k Francii. Hrabství bylo anektováno dekretem národního shromáždění 14. září 1791. Svatý stolec oficiálně anexi uznal až v roce 1814.